# Markus Möller (Politiker)
Markus Möller (* 1974) ist ein deutscher Politiker (CDU). Er ist seit 2025 Landrat des Landkreises Göppingen.

## Leben
Möller wuchs in Eriskirch auf. Er ist Jurist. 2003 trat er in den Dienst des Landes Baden-Württemberg ein. Zunächst war er bis 2004 im Referat „Öffentliche Sicherheit“ beim Regierungspräsidium Freiburg tätig. Von 2004 bis 2008 war er persönlicher Referent der Regierungspräsidenten Sven von Ungern-Sternberg und Julian Würtenberger. 2008 wechselte er zum Staatsministerium Baden-Württemberg. Zunächst war er Referent für Rundfunkpolitik und Medienrecht, später Leiter des Referats für Bundesrat, Europa und Staatsbesuche. Ab Oktober 2010 war er stellvertretender Pressesprecher der Landesregierung (Kabinett Mappus). Von Juni 2011 bis Januar 2017 war er im Ministerium für Verkehr Baden-Württemberg für den öffentlichen Personennahverkehr verantwortlich. Zuletzt war er Ministerialrat. Von Januar 2017 bis Juni 2025 war er Erster Landesbeamter und stellvertretender Landrat des Alb-Donau-Kreises.
Am 4. April 2025 wurde Möller mit 44 von 62 Stimmen vom Kreistag zum Landrat des Landkreises Göppingen gewählt. Er folgte auf Edgar Wolff und trat das Amt am 1. Juli 2025 an.